# Иванов, Виталий Павлович
Виталий Павлович Иванов (12 августа 1935, Полтава — 27 октября 2024, Санкт-Петербург) — советский и российский военачальник, адмирал (1987). Командующий Балтийским флотом (1985—1991). Начальник Военно-морской академией имени Адмирала флота СССР Н. Г. Кузнецова (1991—1995).

## Биография
Окончил семь классов. С декабря 1950 года учился в Военно-морском подготовительном училище в Саратове. В Военно-Морском флоте СССР с августа 1952 года, когда был зачислен на подготовительный курс при 1-м Балтийском высшем военно-морском училище подводного плавания. В августе 1953 года зачислен на первый курс этого училища. Окончил это училище в 1957 году и был направлен на Северный флот.
Служил командиром торпедной группы на подводной лодке «С-362» отдельной бригады подводных лодок, с декабря 1958 года — командир БЧ-3 этой подводной лодки, с февраля 1962 года — помощник командира подводной лодки «С-282», затем старший помощник командира на подводной лодке «С-365». В 1964 году на этой подводной лодке участвовал в переходе через Северный Ледовитый океан на Тихоокеанский флот, после которого продолжил службу уже в составе отдельной бригады подводных лодок Тихоокеанского флота в Магадане.
В 1965—1966 годах — слушатель Высших специальных офицерских классов ВМФ в Ленинграде. Вновь вернулся на Тихоокеанский флот и назначен старшим помощником командира подводной лодки «К-45» в составе эскадры подводных лодок Камчатской военной флотилии (базировалась в Петропавловске-Камчатском). С января 1969 года — командир подводной лодки «К-370». В мае 1970 года с экипажем принял новую подводную лодку и привёл её на Северный флот, где служил далее до сентября 1972 года, когда убыл на учёбу.
Окончил Военно-морскую академию с золотой медалью в 1974 году. Назначен заместителем командира 17-й дивизии атомных подводных лодок Северного флота, с 1975 года — командир этой дивизии.
Окончил Военную академию Генерального штаба имени К. Е. Ворошилова в 1979 году. С июня 1979 года — первый заместитель командующего 11-й флотилии атомных подводных лодок Северного флота. С июля 1981 года — заместитель начальника Оперативного управления Главного штаба ВМФ СССР, с февраля 1982 года — начальник этого управления — заместитель начальника Главного штаба ВМФ СССР.
С декабря 1985 года — командующий дважды Краснознамённым Балтийским флотом. С октября 1991 года — начальник Военно-морской академии имени Адмирала флота СССР Н. Г. Кузнецова. С декабря 1995 года — в запасе по возрасту.
Народный депутат СССР (1989—1991). Член КПСС.
В запасе и в отставке продолжал работу в академии. В 2000 году ему было присвоено учёное звание профессора. Почётный академик Академии военных наук (1995), первый заместитель председателя Санкт-Петербургского Морского собрания (1995—2021).
Жил в Санкт-Петербурге.
Скончался 27 октября 2024 года в больнице св. Георгия на 90-м году жизни. Похоронен на Серафимовском кладбище.

## Награды
- Орден «За службу Родине в Вооружённых Силах СССР» 2-й степени
- Орден «За службу Родине в Вооружённых Силах СССР» 3-й степени
- Медали

## Воинские звания (известные)
- Капитан 3-го ранга (02.1965)
- Капитан 1-го ранга (06.1972)
- Контр-адмирал (10.1976)
- Вице-адмирал (02.1985)
- Адмирал (05.1987)